# Génie climatique

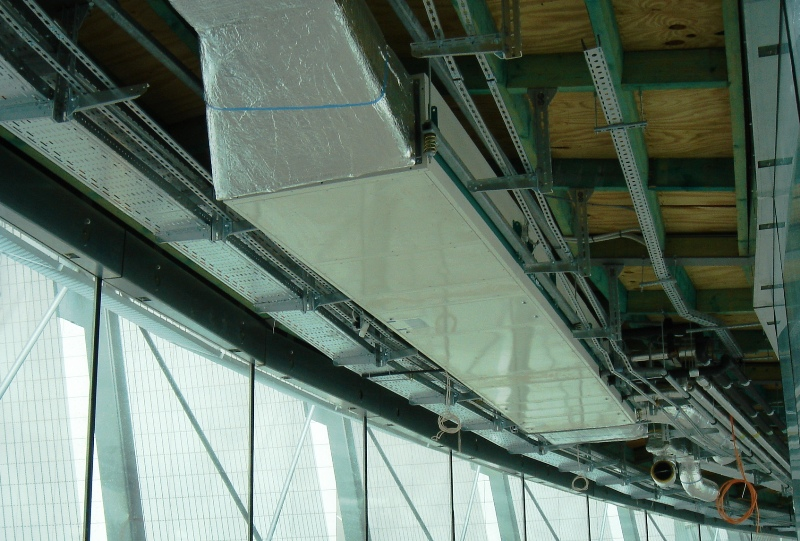

Le génie climatique est une branche de la physique qui traite du domaine du chauffage, de la climatisation, de la ventilation, de la régulation et de ses applications. L'étude du domaine se réalise en physique, l'application se fait dans le domaine industriel et dans le BTP.

## Présentation
Le génie climatique concerne l'analyse, l'étude, la conception, la mise en œuvre, l'exploitation et la maintenance de systèmes permettant la maîtrise des ambiances intérieures dans leur ensemble.
Le traitement de l'air, mais également la régulation de température et d'humidité de celle-ci en sont les bases.
L'analyse de la ventilation naturelle, de l'irrigation air intérieur, de l'influence du vent et des conditions extérieures sur le confort, etc.
Les domaines de compétences se situent en :
- Hydraulique
- Chauffage
- Climatisation
- Froid
- Aéraulique
- Régulation

Le vocable « génie climatique » a été inventé par Roger Cadiergues en 1962. Cet ancien élève de l'École polytechnique a été directeur du Comité scientifique et technique des industries climatiques (COSTIC), conseiller scientifique de l'Association des ingénieurs en climatique, ventilation et froid (AICVF) et auteur de nombreux ouvrages et de chroniques. Le site génieclimatique.fr, lancé en 2016 et consacré à l'actualité des marchés du chauffage, de la climatisation et de la ventilation, consacre le vocable. 